# 추윤

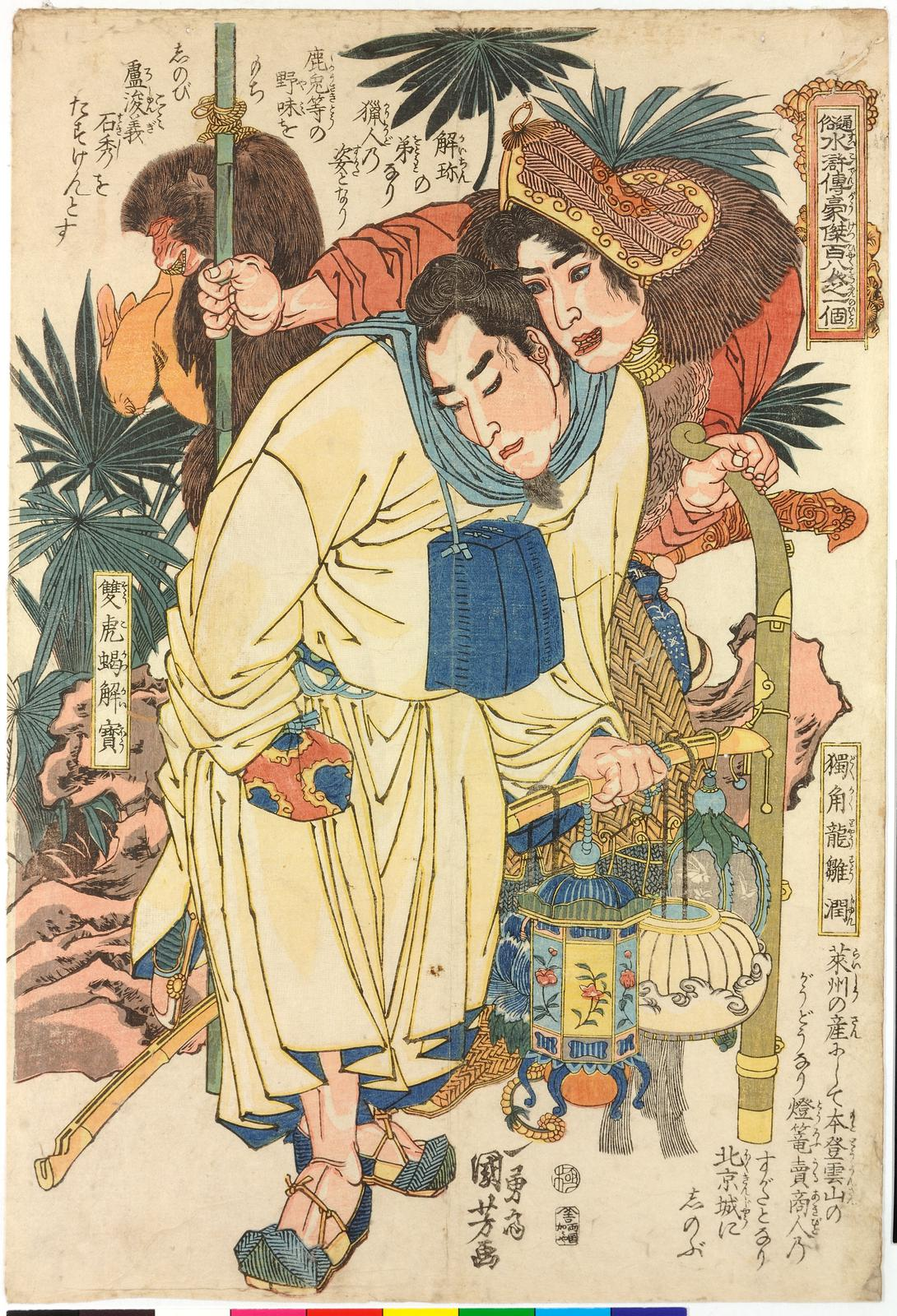

추윤(鄒潤)은 중국의 사대기서(四大奇書) 중 하나인 《수호전》(水滸傳)에 등장하는 인물로, 108성 중 91위이자 지살성(地煞星)의 지각성(地角星)에 해당한다. 별호는 독각룡(獨角龍)으로 키가 크고 선천적으로 이상하게 생겼으며 뒤통수에 큰 혹이 있는 데서 유래했다. 무기는 대부(큰 도끼)를 사용하였고 숙부로 추연이 있다.

## 생애
등주 등운산에서 추연과 함께 졸개를 이끌고 산적질을 하고 있었다. 노름꾼이여서 도박장을 운영하고 있는 손신과 고대수와는 안면이 있었다.
어느 날 손신으로부터 모태공에게 속아 감금되어 죽임을 당할 해진과 해보를 살리기 위해 감옥 습격에 동참하기를 부탁받고 이에 협조하였다. 여기에 손립도 가세해 추윤들은 믿을 만한 졸개들만 거느리고 손신들과 함께 관공서와 모태공의 저택을 습격해 해진과 해보를 구출하고 모태공·모중의 부자 일가와 모태공의 사위인 공목(재판관) 왕정 등을 몰살시켰다. 등주에서 도망친 후에는 추연의 친구인 양림, 등비, 석용 등이 있는 양산박으로 향하는데 양산박은 축조봉의 축가장과 싸우는 중이었다. 그래서 오용의 계책에 협조하여 손립 등과 함께 축가장으로 잠입하여 내부에서 양산박군을 내응해서 축가장을 멸하는 데 도움을 주었다. 이후 추연, 손립 등과 함께 양산박에 들어간다.
양산박 입산 후에는 추연과 함께 보군 장교가 된다. 이후에는 호연작전, 북경 대명부 공격, 증두시 공격에도 참여했다. 양산박이 조정에 귀순 한후에도 요나라전, 전호, 왕경 토벌에 참여하였고 방랍 토벌에서도 살아남지만 숙부인 추연이 전사하고 만다. 개선한 추윤은 조정으로부터 관작을 하사받았으나 자신에게 적합하지 않다고 말하고 이를 반납하고 다시 등운산으로 돌아갔고, 이후에 등운산에서 여생을 보냈다.